# Occagnes
Occagnes é uma comuna francesa na região administrativa da Normandia, no departamento Orne. Estende-se por uma área de 15,43 km². Em 2010 a comuna tinha 679 habitantes (densidade: 44 hab./km²).